# Dong Guojian
Dong Guojian (chinesisch 董國建, Pinyin Dǒng Guójiàn; * 16. März 1987 in Dali) ist ein chinesischer Leichtathlet, der sich auf den Langstreckenlauf spezialisiert hat.

## Sportliche Laufbahn
Erste internationale Erfahrungen sammelte Dong Guojian bei den Crosslauf-Weltmeisterschaften 2007 in Mombasa, bei denen er in 39:39 min den 39. Platz im Einzelrennen belegte. Im Jahr darauf gelangte er bei den Crosslauf-Weltmeisterschaften 2008 in Edinburgh mit 39:33 min auf Rang 141 und 2009 belegte er bei den Asienmeisterschaften in Guangzhou in 29:13,44 min den fünften Platz im 10.000-Meter-Lauf. Im Jahr darauf nahm er an den Asienspielen ebendort teil und wurde dort in 2:14:48 h Vierter im Marathonlauf und 2011 erreichte er bei den Weltmeisterschaften in Daegu mit 2:15:45 h Rang 13. Im Jahr darauf startete er über die Marathondistanz bei den Olympischen Sommerspielen in London und erreichte dort mit 2:20:39 h den 54. Platz. Bei den Crosslauf-Weltmeisterschaften 2013 in Bydgoszcz wurde er in 39:38 min 95. und 2016 gelangte er bei den Olympischen Sommerspielen in Rio de Janeiro mit 2:15:32 h auf Rang 29 im Marathonlauf. 2017 siegte er in 2:18:45 h beim Tianjin-Marathon und im Jahr darauf belegte er bei den Asienspielen in Jakarta in 2:23:55 h den siebten Platz. 2020 siegte er in 2:12:59 h beim Macau-Marathon und im Jahr darauf wurde er bei den Olympischen Sommerspielen in Sapporo in 2:21:35 h 57. 2022 startete er bei den Weltmeisterschaften in Eugene und lief dort nach 2:11:14 h auf dem 14. Platz ein.
2007 wurde Dong chinesischer Meister im 5000-Meter-Lauf sowie 2009, 2015, 2020 und 2021 über 10.000 Meter.

## Persönliche Bestzeiten
- 5000 Meter: 13:43,47 min, 26. Oktober 2009 in Jinan
- 10.000 Meter: 28:17,60 min, 21. Oktober 2009 in Jinan
- Halbmarathon: 1:02:51 h, 26. April 2009 in Yangzhou
- Marathon: 2:08:28 h, 29. September 2019 in Berlin